# Jig'al Šilo
Jig'al Šilo (hebrejsky יגאל שילה‎) (6. července 1937 – 14. listopadu 1987) byl izraelský archeolog.

## Biografie
Narodil se 6. července 1937 v Haifě. Absolvoval Hebrejskou univerzitu, kde získal doktorát (pod vedením Nachmana Avigada) i profesuru.
V letech 1968 a 1969 pracoval pod vedením Jiga'ela Jadina v Megidu a na Tel Chacoru. Poté vedl vykopávky v Davidově Městě v letech 1978 – 1985.
Zemřel ve věku padesáti let po dvou letech bojů se závažnou chorobou.
Obdržel Cenu Jeruzaléma za archeologii.

## Z publikací
- SHILOH, Yigal. The Proto-Aeolic Capital and Israelite Ashlar Masonry, (Qedem 11). Jerusalem: Hebrew University, 1979.